# Epicladonia sandstedei
Epicladonia sandstedei is een korstmosparasiet die behoort tot de onderklasse Lecanoromycetidae. Hij komt voor op Cladonia.

## Verspreiding
Epicladonia sandstedei komt voor in Europa en Noord-Amerika. In Nederland komt het zeer zeldzaam voor.